# Backdoor-Pilot
Ein Backdoor-Pilot (von englisch backdoor ‚Hintertür‘) ist eine Marketingstrategie bei der Einführung einer neuen Fernsehserie. Hierzu wird der Pilotfilm (bzw. eine klar begrenzte Miniserie) alleinstehend produziert und ausgestrahlt, um erst bei entsprechendem Zuspruch die Produktion einer fortlaufenden Serie „durch die Hintertür“ aufzunehmen. Zum einen können auf diese Weise vor dem eigentlichen Serienstart noch Schwächen erkannt und behoben werden, zum anderen wird der finanzielle Schaden bei Nicht-Fortsetzung klein gehalten. Backdoor-Piloten werden in der Regel nicht als solche beworben.
Eine wichtige Plattform für diese Form des Piloten boten Anthologie-Serien wie Unglaubliche Geschichten. Inzwischen werden Backdoor-Piloten oftmals als einzelne Folgen bereits etablierter Serien konzipiert, was durch die entstehenden Synergieeffekte den Aufwand für den Dreh weiter senkt. Zusätzlich lässt sich so gezielt eine Zielgruppe für das neue Produkt ansprechen – Fans soll der Einstieg in eine zusätzliche Serie schmackhaft gemacht werden. Diese Form des Backdoor-Piloten ist oft daran erkennbar, dass sich für einen kurzen Zeitraum (oft nur einzelne Folgen) das Erzählformat ändert bzw. neue Figuren in tragender Rolle auftreten. Allgemein werden Serien, die aus einer laufenden Serie heraus entwickelt werden, als Ableger bezeichnet (siehe auch Franchise).
Zum Beispiel werden die Ermittler von JAG – Im Auftrag der Ehre in der Doppelfolge Eisige Zeiten aus der achten Staffel von einem neuen Team unterstützt, deren Geschichten in Navy CIS fortgesetzt werden. Ein Planet, genannt Erde (Raumschiff Enterprise, Staffel 2) war als eigenständiger Pilotfilm geplant und wurde erst nachträglich in den Star-Trek-Kosmos eingepasst. Eine daraus folgende Serie wurde aber nie in Auftrag gegeben. Im Gegensatz dazu entstand Battlestar Galactica ausgehend von einer zweiteiligen Miniserie.
Abzugrenzen ist der allgemeine Begriff des Crossovers, wenn sich zwei bereits in Produktion befindliche Fernsehserien inhaltlich überschneiden – zum Beispiel durch Gastauftritte der jeweiligen Figuren. Beiden Konzepten ist jedoch gemein, dass auf diese Weise das Gedankenspiel einer gemeinsamen Fiktiven Welt („Serienuniversum“) ermöglicht wird.